# 二叔丁基过氧化物
二叔丁基过氧化物，化学式[(CH3)3CO]2，是一种有机过氧化物。

## 性质
无色至黄色透明液体，有强氧化性。不溶于水，与苯、石油醚混溶。折射率1.3890。100°C半衰期218h，115°C 34h，130°C 0.15h。易燃，蒸气与空气形成爆炸性混合物。对皮肤、眼睛和呼吸道有刺激性。

## 制备
由叔丁醇与过氧化氢在浓硫酸中反应而得。

## 用途
用作硅橡胶和不饱和聚酯的交联剂，及聚合引发剂等。